# 目玉焼き丼

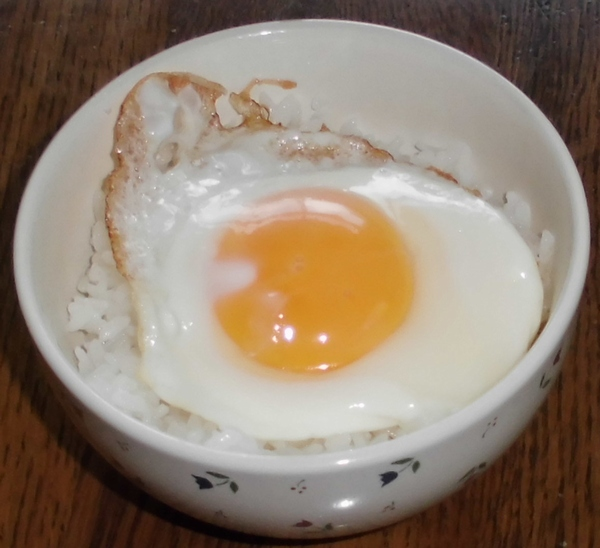
目玉焼き丼

目玉焼き丼（めだまやきどんぶり、-どん）とは、ご飯に目玉焼きを載せた料理である。

## 歴史
目玉焼き丼の発祥および興隆は定かではない。1987年に出版された池田満寿夫の『女のための男の手料理』（中央公論社）の中では、目玉焼きを丼に載せて、ウスターソースか醤油をかけるだけのあまりの簡単さに「コロンブスの卵丼」と名づけて紹介されている。漫画では『美味しんぼ』（1989年「のり巻き合戦」単行本第18巻）が挙げられる。

## 作り方
作り方は至って簡単で、目玉焼きをご飯を盛り付けた器に載せて、調味料で味付けするだけである。基本的な材料が鶏卵・米・調味料のため、非常に安価に料理を作ることができる。
レシピの自由度が高く、通常の目玉焼きの他にバリエーションとして ベーコンエッグやハムエッグにしたり、他の具材を入れた目玉焼きにしたり、盛り付け時にトッピングを載せたり、敷いたり、散らしたりする。
トッピングの使用例として、
- 薬味 - ゴマ、海苔、鰹節
- 野菜 - キャベツ、ネギ、カイワレダイコン
- 海産物 - シラス、タラコ
- 乳製品 - チーズ

などを載せる・敷く・散らす、など、個々の工夫で様々なバリエーションが可能である。
味付けに利用する調味料も特に決まっておらず
- 醤油・めんつゆ
- ソース
- 焼肉のたれ
- ケチャップ
- マヨネーズ
- 塩
- 酢・ポン酢・ポン酢醤油
- ワサビ・からし
- タバスコ
- 柚子胡椒
- 胡椒・山椒
- ニンニク・唐辛子
- ごま油・ラー油・オリーブオイル

などを単品で、もしくは調味料同士適切な分量を混ぜ合わせるなど、個人的な好みの範囲で様々に変化させることが可能である。

## 卵かけご飯との違い
卵かけご飯も卵を主な具としてご飯にかけて食べるという意味では共通するが、焼かれているため温かい、仕上がりが固形または半固形、ご飯のふっくらした状態を保つことが出来るなどの点で異なっている。前述の『美味しんぼ』によれば、加熱により卵黄の味が強くなることや、スクランブルエッグのように混ぜるのではなく卵黄と卵白が別の状態であることにより、味の純度と鮮やかさが増すことが特長とされている。

## 別称
椀に盛った飯の上に、目玉焼きと、焼いたポークランチョンミートの薄切りを盛った「餐蛋飯（広東語 ツァンダーンファーン）は、香港のB級グルメであり、簡易な庶民の朝食として人気が高い。

### ハチクマライス

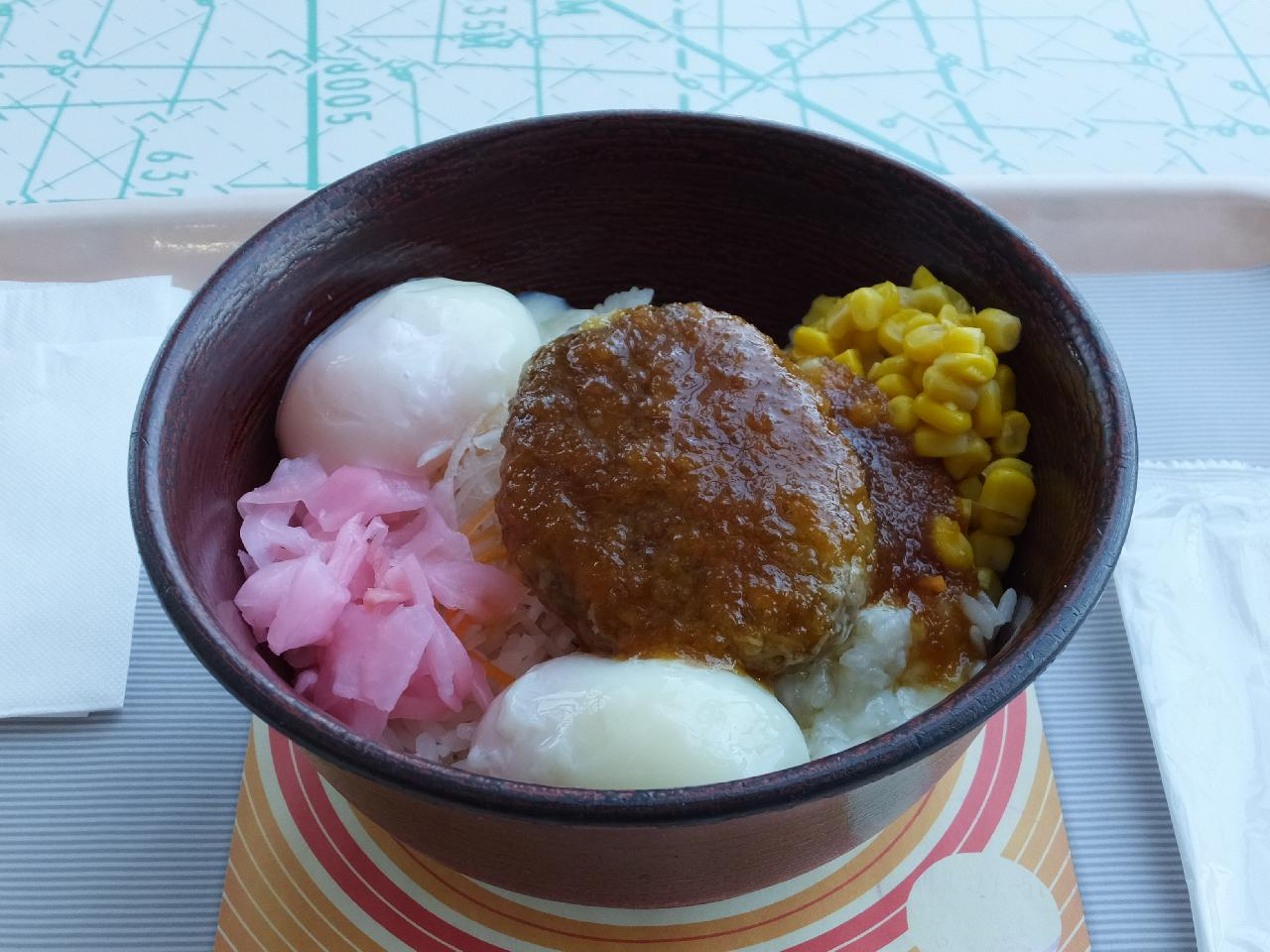
鉄道博物館で提供されているハチクマライス（第二十弾）
たまごは温泉卵になっている

鉄道の現場ではこれをハチクマライスもしくは略語形で単にハチクマと呼び、かつて夜行特急・急行列車に連結されていた食堂車の乗務員に賄い料理として提供していた。通常食堂車の営業終了後（深夜帯）に提供されるものだが、列車によっては明るい時間帯（朝食営業終了後）に提供されることもあり、乗客から「あれを食べたい」という声もあったという。
「ハチクマ」とは、古典落語（主に江戸落語）に出てくる「八五郎」と「熊五郎」のことで、粗忽者のハチや荒っぽいクマでも簡単に美味しく作れるという意味であり、太平洋戦争後の進駐軍専用列車の時代から存在しハムエッグと福神漬けを乗せた形が見られ、鉄道博物館・京都鉄道博物館内の食堂メニューとしても提供されている。

### 目丼
北海道北見市において、焼肉屋などの飲食店で「目丼（めどん）」と称する目玉焼き丼を供する店舗が存在する。北見市山下町の焼肉店「板門店」が元祖とされ、1970年代頃の同店開店当時は店員の賄い料理だったが、1980年頃、従業員が食べている目丼を見た客が「自分もそれを食べたい」と注文。美味と評判になり、メニューに加わった。
単なる目玉焼き丼ではなく、焼肉のたれをベースとした特製のたれと青のりで仕上げたもので、30年来の常連客も「家庭で決してまねできない味」と語る。北見市民の間ではホルモンとサガリが2大定番とされるが、それらに負けず劣らず人気である。焼肉との相性も良く、食欲をかき立てるとの声もある。同店によれば、普通のライスを頼む客は1割くらいで、あとは皆が目丼だという。2000年（平成12年）には1日で50食も出ることがあった人気メニューとなっており、毎日注文する客、目丼だけ食べていく人も多いという。夜の繁華街で仕事を終えた従業員が、食事をとるため「板門店」などに立ち寄り、手軽に満腹になる料理として注文することで支持にも繋がっており、不況に喘ぐ2000年代においては安さも人気の一因となっている。
北見市内のほかの焼肉店や居酒屋でも後にメニューに取り入れ始め、東京都赤坂などに開店したジンギスカン店でも「北見名物」としてメニュー化。メニューに目丼がない居酒屋でも客から「作ってくれ」と声があがるなど、北見の味として少しずつ浸透している。